# Brebina
Brebina es un género de foraminífero bentónico de la familia Austrotrillinidae, de la superfamilia Milioloidea, del suborden Miliolina y del orden Miliolida. Su especie tipo es Brebina transylvanica. Su rango cronoestratigráfico abarca el Priaboniense (Eoceno superior).

## Clasificación
Brebina incluye a la siguiente especie:
- Brebina transylvanica †